# هانا روز
هانا روز (بالإنجليزية: Hannah Rose)‏ هي كاتبة غنائية أمريكية، ولدت في 17 مايو 1995 في غريت فولز في الولايات المتحدة.

## روابط خارجية
- هانا روز على موقع IMDb (الإنجليزية)